# Linha do Alto Minho
A Linha do Alto Minho foi um projecto ferroviário abandonado em Portugal, que tinha como objectivo ligar a cidade de Braga a Monção, servindo desta forma a região do Minho interior. Este caminho de ferro também se denominava de Linha de Braga a Monção, que seria a espinha dorsal da Rede ferroviária do Alto Minho, que também incluiria as Linhas do Lima e Braga a Guimarães, cujos projectos foram igualmente cancelados.

## História

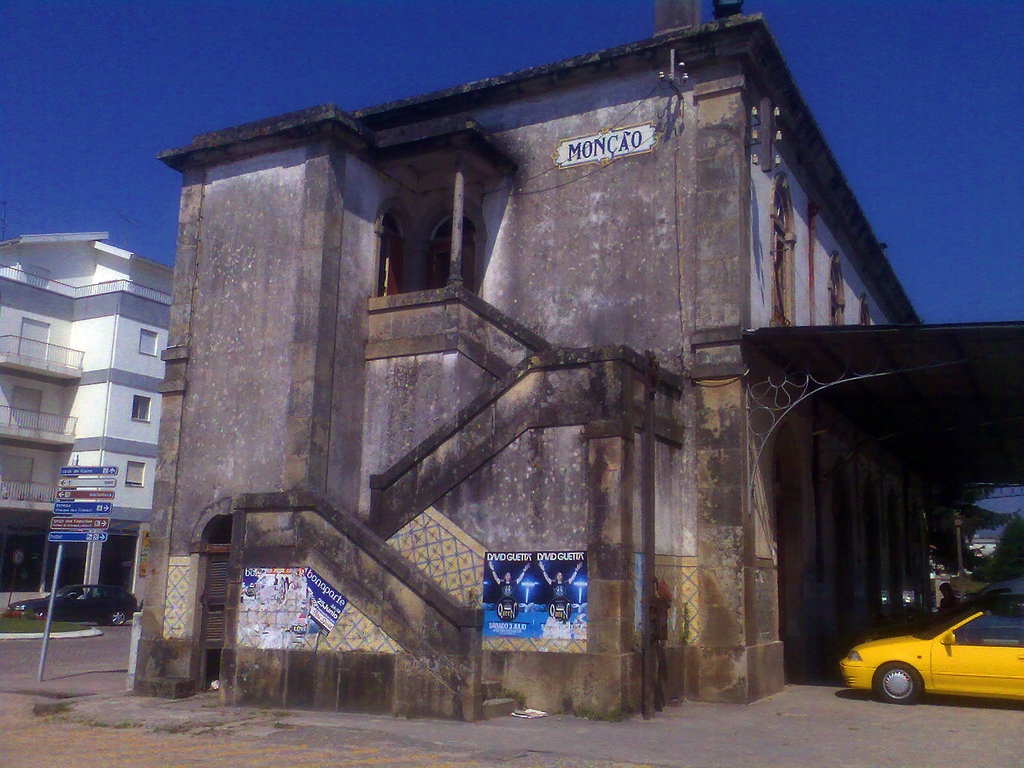
Antigo edifício da Estação de Monção.

### Antecedentes
A primeira abordagem para a construção da linha férrea foi o projecto inicial da Linha do Minho, em bitola ibérica, que teve sempre como objectivos interligar Porto, Braga e Espanha. No entanto, o trajecto de Braga a Monção revelou-se caro, na perspectiva do governo, devido à construção de dois túneis, túnel de Portela do Vade e o túnel da Portela do Alvito. Neste projecto verificava-se ainda que a estação fronteiriça ficaria em Monção, ligando à localidade de Salvaterra de Miño em Espanha. Em 1889 foi proposto um novo projecto em bitola métrica que ligaria Braga a Monção, consideravelmente mais barato, fazendo parte do projecto ferroviário bracarense. Um ano depois o Engenheiro Justino Teixeira apresenta um segundo projecto com a variante de ligar a vila de Amares. Ambos os projectos, embora aceites pelo governo, foram parar "às Kalengas gregas" como se dizia na altura.
Nos finais do Século XIX, surgiu um projecto para ligar Braga a Chaves pelo Rio Cávado, que, apesar do apoio popular, se verificou ser impossível de concretizar do ponto de vista técnico, tendo sido excluído pela comissão técnica do Plano da Rêde Complementar ao Norte do Mondego.
Na transição para o Século XX, também existia um projecto para continuar a Linha do Minho, então com término em Valença, até Monção e Melgaço, com os carris no leito da estrada, ou em via própria. O projecto para o Caminho de Ferro de Valença a Monsão chegou a ser produzido, segundo a orientação de Justino Teixeira, mas, devido à falta de recursos financeiros, a construção não chegou a ser iniciada. Caso tivesse sido concluída, teria sido parte da rede ferroviária do Minho, junto com a linha de Braga a Monção. Em 14 de Março de 1902, o governo autorizou o alargamento do prazo para o fim da construção deste caminho de ferro para 29 de Março de 1903, como tinha sido requerido pelos concessionários, António José da Silva, José António Duro e Agostinho Dine.

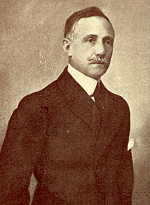
Conde de Paçô-Vieira.

### Planeamento e abertura do concurso
Em Agosto de 1889, já tinha sido apresentado, no Ministério das Obras Públicas, um projecto para a linha de Braga a Monção.
Em Julho de 1897, o Ministro da Fazenda já tinha apresentado um projecto de lei para autorizar o governo a adjudicar a construção e o arrendamento de vários troços ferroviários, incluindo de Viana do Castelo a Ponte de Lima e Ponte da Barca, e de Braga à fronteira por Ponte da Barca e Arcos de Valdevez; o preço quilométrico para a linha de Braga à fronteira seria posteriormente avaliado por um orçamento do estado, não podendo exceder os 35:000$000 réis.
No Plano da Rêde Complementar ao Norte do Mondego, produzido em 1898, e aprovado por um decreto de 15 de Fevereiro de 1900, encontravam-se planeadas três linhas para servir a região do Minho: A Linha de Guimarães a Braga, com 20 Km de extensão, a Linha do Alto Minho, entre Braga e Monsão, com 83 Km, e a Linha do Valle do Lima, entre Viana do Castelo e Ponte da Barca, com 45 Km. A Linha do Alto Minho resultou de uma expansão do projecto original, de Braga até Ponte da Barca, que passou a ser compreendida até à fronteira, transitando por Arcos de Valdevez e Monsão, onde se ligaria à Linha do Litoral do Minho. O tipo de bitola também foi alterado, passando de via larga para via estreita. Devido à riqueza económica e elevada densidade populacional que a região gozava na altura, decidiu-se que não seria necessário construir estas linhas directamente pelo estado, devendo ser concessionadas à iniciativa privada. Em finais de 1899, o engenheiro Cachapuz, que representava um sindicato de capitalistas italianos, enviou um pedido ao conselho de administração dos Caminhos de Ferro do Estado, para a concessão de vários caminhos de ferro no Norte do país, incluindo o troço de Braga a Monção.
Assim, em 27 de Abril de 1903 o Ministro das Obras Públicas, Conde de Paçô-Vieira, publicou as bases para o concurso de construção e exploração destas três linhas, devendo a Linha do Alto Minho sair da Estação de Braga, e terminar em Monção, passando por Ponte da Barca, onde se ligaria à Linha do Vale do Lima, e por Arcos de Valdevez. As Linhas de Guimarães a Braga e do Alto Minho deviam ser ambas em via métrica, e constituir um só grupo, com uma concessão única, sendo uma linha a continuação da outra. Entre outros benefícios, estava incluído o transporte gratuito, nos Caminhos de Ferro do Estado, dos materiais de construção, vários subsídios municipais e distritais, e isenção de direitos de importação dos materiais de construção e do material circulante. Os projectos para os troços entre Guimarães, Braga e Arcos de Valdevez deveriam ser presentes dentro de 9 meses ao governo, para apreciação, enquanto que, no troço de Arcos a Monção, este prazo foi alargado para 1 ano. A construção deveria começar em 3 meses após a aprovação dos projectos, e estar terminada num prazo de 3 anos, no troço de Guimarães a Arcos, e em 6 no troço seguinte. O programa foi publicado em 6 de Maio, tendo o concurso sido marcado para o dia 19 de Agosto.
No entanto, não surgiram quaisquer concorrentes, pelo que em Setembro o governo aprovou a abertura de um novo concurso, que foi marcado para 28 de Novembro do mesmo ano. No ano seguinte, o Conde de Paçô Vieira realizou um novo concurso, desta vez com sucesso, pelo que em Outubro desse ano, já tinha sido assinado o contrato para a construção e exploração das linhas do Alto Minho. Embora o total das três linhas se somasse em cerca de 158 quilómetros, por lapso só foi garantida uma extensão de 150 quilómetros na garantia de juro, que era de 5% sobre 19.999$00 por quilómetro, com um limite de 3% para o desembolso do Estado. Por outro lado, uma das condições era a construção de uma ponte rodoferroviária sobre o Rio Lima em Lanheses, que se previa que seria bastante extensa e dispendiosa. No entanto, devido a complicações burocráticas e políticas, o projecto ficou pendente ainda em 1904. No ano seguinte, ordenou-se que fossem retomados os estudos para a construção desta linha. Em 31 de Dezembro de 1906, é aprovada a transferência da concessão de Charles Woll e Franck Woll para a empresa Canha & Formigal, o que foi realizado no ano seguinte, tendo a empresa começado desde logo a construção.

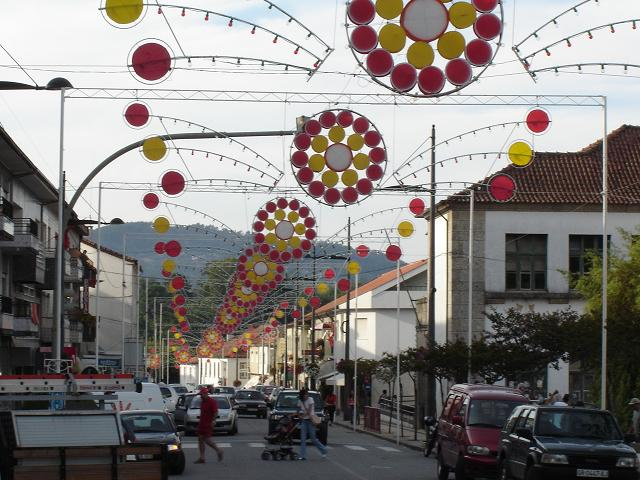
Vila de Ponte da Barca.

### Formação da Companhia do Norte
Em 1908, foi preparada a fusão entre a Canha & Formigal e as Companhias do Porto à Póvoa e Famalicão e de Guimarães. Desta forma, foram publicadas, por uma lei de 20 de Junho de 1912, as regras para a fusão entre as Companhias da da Póvoa e de Guimarães e a empresa que possuía a concessão para as Linhas do Alto Minho, de Braga a Guimarães, e de Viana a Ponte da Barca. Este documento estabeleceu que o processo só seria autorizado se a via na Linha da Póvoa fosse alterada para a bitola métrica, e se fosse construída uma ligação ferroviária, também com bitola de 1 metro, entre a estação de Mindelo, nesta Linha, e Lousado, na Linha de Guimarães. Após a fusão, seria lavrado um novo contrato, com uma duração de 80 anos, no qual a empresa que resultasse da fusão seria responsável por explorar as linhas já existentes, e construir aquelas que estivessem projectadas. Este diploma passou, igualmente, toda a Linha do Lima para a margem direita do Rio, sendo a empresa construtora obrigada a construir uma ponte rodoviária apenas quando dispusesse de um rendimento líquido mais sólido. Entretanto, em Fevereiro de 1910 já tinha sido aprovado o projecto definitivo para o troço entre Braga e Arcos de Valdevez.
As condições introduzidas na lei de 1912 continuavam a não ser muito favoráveis, mas já tornavam viável a construção do projecto; no entanto, o dealbar da Primeira Guerra Mundial veio complicar significativamente a situação financeira, pondo em risco a continuação deste empreendimento. Ainda assim, a empresa concessionária demonstrou o seu empenho, tendo realizado um depósito de 50 mil escudos, e ordenado a elaboração dos projectos para as três linhas, que foram executados pelo engenheiro Vasconcelos e Sá. Pediu-se uma actualização das taxas de juro, que ainda se cifravam em valores anteriores à guerra, e que, por isso, se tinham tornado quase insignificantes, e procurou-se aproveitar o leito das estradas para construir parte dos troços, como a ligação entre Arcos e Monção, aonde as vias rodoviárias eram largas e de pouco movimento. O projecto estava dividido em duas fases, Braga a Arcos de Valdevez e Arcos de Valdevez a Monção.[carece de fontes?] A primeira fase estava dividida em três lanços, de Braga a Vila Verde, Vila Verde à Portela do Vade, e Portela do Vade até aos Arcos de Valdevez.[carece de fontes?] No entanto, levantaram-se fortes reclamações contra a empresa, tendo sido acusada de tentar burlar a região do Alto Minho, por tentar recolher os recursos para o projecto, durante a crise económica resultante da Primeira Guerra Mundial. O projecto da concessão conjunta da rede do Alto Minho foi suspenso em 1915.
Em 20 de Fevereiro de 1920 e em 7 de Agosto de 1923, a Junta Consultiva de Caminhos de Ferro emitiu pareceres, reiterando a ideia de unir toda a rede secundária no Minho numa só empresa, como forma de melhorar a sua gestão e reduzir os custos inerentes a três concessões distintas. Em 1924, a concessão foi considerada como caduca, com perda de depósito, apesar desta decisão contrariar directamente a lei de 1912, que ditou que os prazos da concessão só poderiam ser contados a partir da elaboração do contrato; no entanto, o contrato nunca chegou a ser lavrado pelo Estado. Posteriormente, voltou-se a considerar a fusão das companhias de Guimarães e da Póvoa, cujas linhas seriam o núcleo da rede de via métrica do Minho, com cerca de 500 Km de extensão, desenvolvendo a região. Assim, ambas as empresas foram reunidas na Companhia dos Caminhos de Ferro do Norte de Portugal, e foi assinado um contrato em 8 de Agosto de 1927. Além das linhas já construídas, este contrato também previa a construção de novos caminhos de ferro, incluindo um ramal da Póvoa de Varzim até Guimarães, por Esposende, Barcelos e Braga, embora a nova companhia tenha manifestado a intenção de trocar esta concessão pelos lanços de Braga a Arcos de Valdevez, da Póvoa a Viana do Castelo por Esposende, e da Linha do Vale do Lima. Em Maio de 1928, a Companhia do Norte já tinha ganho a concessão para construir a linha de Braga a Arcos de Valdevez, em vez de Braga a Esposende.

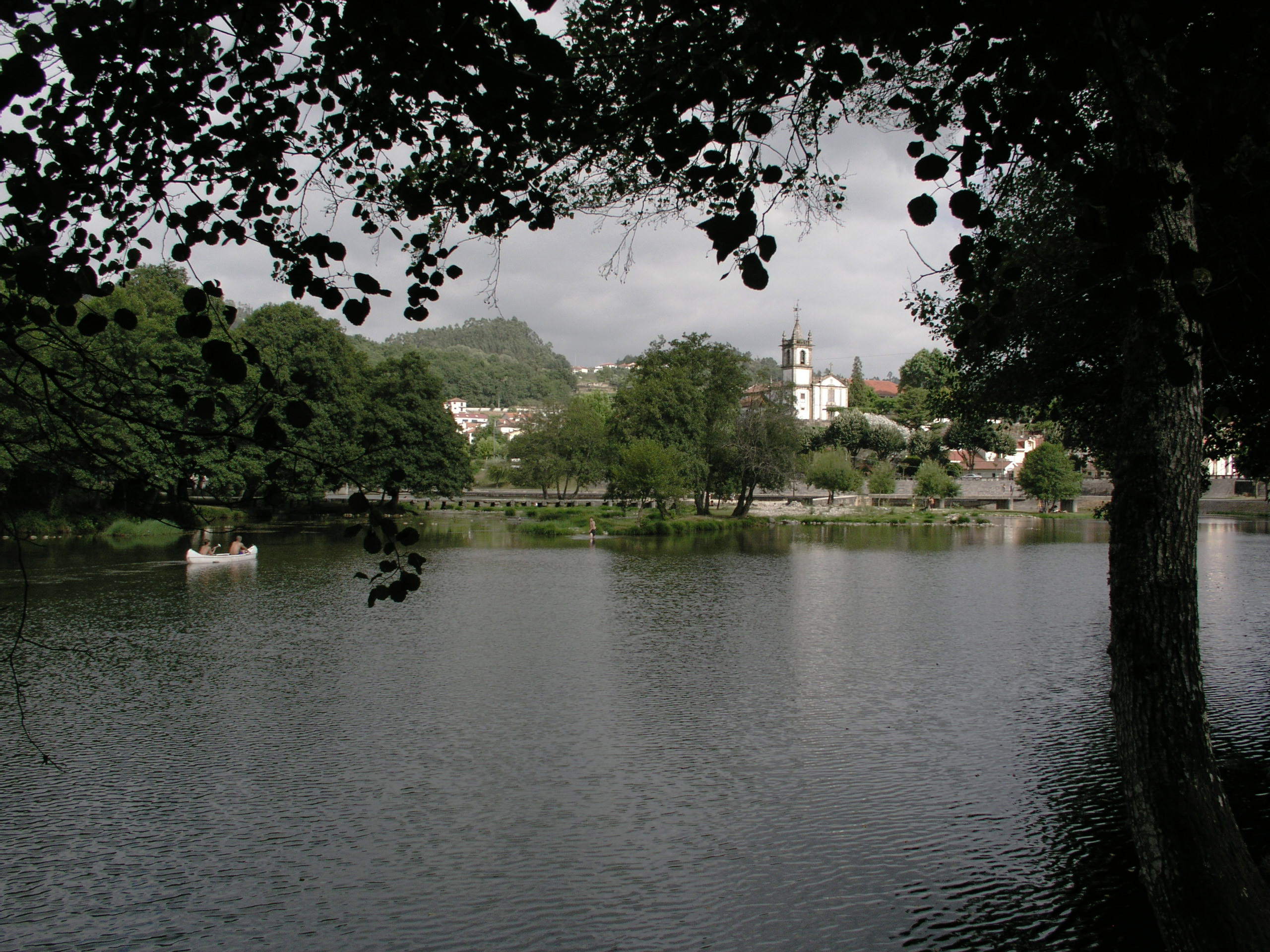
Vila de Arcos de Valdevez.

### Fim do projecto
O contrato de 1927 foi depois modificado em 14 de Março e 5 de Dezembro de 1929, e 28 de Janeiro de 1930, tendo sido reduzido o capital com garantia de juro para um valor muito inferior ao dos orçamentos já aprovados. Desta forma, a Companhia do Norte, que já tinha ficado forçada a alargar a bitola da Linha da Póvoa e duplicar o troço de Boavista à Senhora da Hora, tomou uma grande parte do custo das novas construções sem obrigações de juro garantido, e autorizou uma forte redução do coeficiente de exploração. Estes factores, junto com o facto de não ter recebido a comparticipação do governo pelo arrendamento da deficitária Linha do Tâmega, e a diminuição das receitas provocada pela crise económica e pelo desenvolvimento do transporte rodoviário, provocaram uma deterioração financeira da Companhia, impossibilitando-a de cumprir os projectos contratados, culminando, em 1933, na substituição do conselho de administração por uma comissão governamental. Entretanto, o Decreto n.º 18:190, de 28 de Março de 1930, que reorganizou a rede ferroviária nacional, eliminou os projectos das Linhas do Alto Minho e de Braga a Guimarães, que foram substituídos pela Transversal do Minho, que ligaria Arcos de Valdevez a Entre-os-Rios, passando por Braga e Guimarães.

### Legado
Já no fim do século XX e início do século XXI, as primeiras abordagens do traçado da linha de alta velocidade entre Porto, Braga e Vigo (Espanha), coincidiam parcialmente com o primeiro trajecto da Linha do Minho. A versão final, no estudo de impacto ambiental de Braga a Espanha, é um trajecto mais próximo da auto-estrada A3, passando em Ponte de Lima e terminando em Valença.